# 蹇先艾
蹇先艾（1906年9月12日—1994年10月24日），字萧然，笔名罗辉、陈艾新，贵州遵义人，中国现代作家。曾任贵州省文学艺术界联合会主席、贵州省文化局局长、中国作家协会贵州分会主席、贵州省政协副主席。
蹇先艾早年在北平求学，受新文化运动影响走上文学创作的道路。在中学，蹇先艾与他人合作建立“曦社”文学社团。大学期间，蹇先艾加入了郑振铎、沈雁冰等创立的文学研究会。大学毕业之后，蹇先艾留在北平工作。抗日战争爆发后，蹇先艾回到家乡贵州，从事教育工作，同时宣传抗日。中华人民共和国成立后，蹇先艾担任多个文化部门行政职位。
蹇先艾一生都在致力于文学创作，小说、散文和诗歌多有涉足，有短篇小说集《朝雾》、《一位英雄》、《酒家》、《还乡集》、《踌躇集》等，散文集《城下集》、《离散集》、《乡谈集》等，另有新诗近70首，但未出版成集。其中《水葬》这部作品使蹇先艾作为乡土小说作家代表被人们所熟知，也奠定了他在中国现代文学史上的地位。

## 生平

### 早年生活
1906年9月12日，蹇先艾出生于四川越嶲，辛亥革命时随父母返回遵义。在遵义，蹇先艾度过了他的童年时光，这时的蹇先艾喜爱音乐，美术与听小说，同时读完了五年的私塾和一年的中学。:5-6
1919年冬，蹇先艾的父亲蹇念恒为了蹇先艾未来前途，决定将蹇先艾送到北平读书，同时看望任职于北洋政府司法部的二儿子蹇先集和在京的国会议员堂弟塞念益，以期照顾蹇先艾，后蹇念恒死在回乡途中，就此蹇先艾寄居在二哥蹇先集家中。1920年，蹇先艾就读于北京师范学校附属小学三年级。时值五四新文化运动兴起，同时蹇先艾父母双亡，在此寂静之中，蹇先艾走上了文学创作的道路。:10
1921年夏，蹇先艾考入北京师范大学附属中学，附中时期，与朱大楠、李健吾发起创办“曦社”文学社团，社团出版刊物《爝火》，刊名取自莊子《逍遥游》中的“日月出矣，而嚼火不息”，出版两期之后因销量不佳停刊。1925年夏，蹇先艾考入北平大学法学院，读了两年法学预科，后转入经济系学习了四年。五卅运动时期，经作家王统照介绍，蹇先艾参加了文学研究会，在研究会中结识了朱自清、徐志摩、沈从文等作家。
1931年，蹇先艾大学毕业，进入在北京松坡图书馆工作，担任任编纂主任，同时在弘达学院兼教国文。1936年，蹇先艾在鲁迅等发起《中国文艺工作者宣言》上签名，赞成“民族革命战争的大众文学”的口号。

### 抗战和国共内战时期
1937年9月19日，蹇先艾离开北平，经青岛、济南、郑州后抵达贵阳。当年年末，蹇先艾与文学家谢六逸相识。1938年2月，蹇先艾与谢六逸、李青崖等创办《贵州晨报》副刊《每周文艺》，担任主编。次年2月，因日军轰炸贵阳，报社被炸毁，《贵州晨报》无法继续发刊。1940年，中华文艺界抗敌协会贵州分会成立，蹇先艾担任理事。
1942年，受时任贵州省教育厅厅长欧元怀邀请，蹇先艾担任遵义师范国文教员，后担任校长。在遵义期间，因浙江大学内迁，蹇先艾结识了浙大教授丰子恺等。1944年，蹇先艾前往贵州大学中文系任教，直至1951年。1945年，蹇先艾担任《贵州日报》副刊《新垒》主编，在报上发表祝贺茅盾50寿辰的文章以及推荐英国作家约翰·雷特描写十月革命的著作，被政府警告，蹇先艾遂辞去主编职务。

### 中华人民共和国时期
1951年至1965年间，蹇先艾曾任西南文联常委、中国作家协会重庆分会副主席、贵州省文联主席、贵州省文化局局长、中国作家协会贵州分会主席、全国文联委员、《西南文艺》编委、《贵州文艺》主编等职务，出席过第二、三次全国文代会。:172
1950年2月，蹇先艾参与贵州省文联筹建工作。1951年冬，蹇先艾赴贵州黎平县参加土地改革工作队，年底返回贵阳，参加“胡风文艺思想批判讨论会”。1953年2月，在《新黔日报》发表《我的文艺思想的批判》。同年，蹇先艾加入中国民主同盟。
反右运动期间，蹇先艾曾在《文艺报》上发表《多关心“作家老百姓”的疾苦》，文章中对当时作协的领导提出一些意见，以及不满第一版《中国新诗选》中删去徐志摩，同时还同情沈从文，这些都险些让蹇先艾被划为“右派”，时任贵州省党委副书记周林认为，应“认真考察了蹇先艾的历史及其现实表现”，不应轻率对待一位非中国共产党党员的老作家，蹇先艾才避免划为“右派”。:179
1966年7月，《贵州日报》先后发表了《蹇先艾是贵州文艺界的一面黑旗》与《揭露蹇先艾的反动文艺思想》，将蹇先艾称呼为“资产阶级代表人物”、“文艺界黑线代表”等。到9月，《贵州日报》公发表二十几篇批判蹇先艾的文章。总结来说，在国际问题上，蹇先艾“宣传三和一少”；在国内问题上，蹇先艾“攻击三面红旗以及毛泽东思想”；在文艺批评上，蹇先艾“提倡资产阶级的自由化与为资本主义、封建主义复辟鸣锣开道”;在青年作家培养上，蹇先艾对于青年作家“应扩大生活面”的建议被视为“反对同工农兵群众相结合”、“攻击党的文艺方针”。随后，蹇先艾被游街抄家，家中的数万本藏书被毁，家属住进贵州省文联大院的门房之中。蹇先艾先后在贵州省湄江五七干校、贵州文联等地接受“劳改”。1971年，林彪死后，蹇先艾境遇好转。1973年夏，蹇先艾被批准前往上海看病，经绍兴参观鲁迅故居。:190-193
1983年，蹇先艾做为中国文艺家代表团团长访问加拿大，顺访美国。1985年1月，蹇先艾前往北京参加中国作协第四次代表大会，担任中国作协顾问。同年5月，蹇先艾加入中国共产党。1986年10月，蹇先艾做为中国文学家代表团团长访问印度，先后参观新德里、孟买、加尔各达等七个城市。1994年10月24日，蹇先艾因病逝世于贵阳。:198

## 创作
蹇先艾一生都在致力于文学创作，有短篇小说集《朝雾》、《一位英雄》、《酒家》、《还乡集》、《踌躇集》等，散文集《城下集》、《离散集》、《乡谈集》等，另有新诗近70首，但未出版成集。

### 小说

#### 乡土小说
乡土文学的概念首先由鲁迅在《中国新文学大系》中提出，即乡土文学应叙述乡土、大量运用民间俗语、作者侨居都市、作品包含乡愁等。同时在书中，鲁迅认为蹇先艾为乡土文学的作家。特别是收录于《朝雾》中的《水葬》，向读者展示了贵州乡间习俗的冷酷，和出于这冷酷中的母爱的伟大，这篇短篇小说使蹇先艾作为乡土小说作家代表被人们所熟知，也奠定了他在中国现代文学史上的地位。
蹇先艾的乡土小说可以创作分为三个时期，分别早期阶段，巅峰阶段和衰退阶段。早期阶段是1922年到1928年，这一时期蹇先艾的代表作是《朝雾》，得到了鲁迅的赞赏和推荐。巅峰阶段是1928年到1937年，这一时期蹇先艾作品数量多、质量好，成就最高，蹇先艾在1928年返回家乡结婚，路途中观察了各地的民间生活，积累了写作素材，丰富了个人阅历，为返京之后的写作爆发打下了基础。衰退阶段出现于“七七事变”之后，虽蹇先艾仍继续创作，但已处在下滑，不再已乡土小说为主，杂以抒情散文、回忆录。中华人民共和国成立以后，蹇先艾忙于行政工作以及受到政治风波牵连，就基本上没有再创作出产生全国影响的作品。
蹇先艾的乡土小说不同于沈从文那种带有启蒙思想、浪漫主义的乡村文化小说，风格上与同为乡土小说作家的台静农相似，以客观的视角、冷静的态度描绘乡村的悲剧，感情上显得凝重、沉郁和灰暗，叙事手法简单，没有复线结构，语言具有地方特色。同时，在文化视角上，蹇先艾的乡土小说聚焦于三个方面，一是传统陋习造成的人性扭曲，二是独特地理条件下形成的烟盐经济造就的特殊边地文化，三是军阀恶化了贵州的社会经济和社会环境，造成了近代贵州社会落后。

#### 都市小说
蹇先艾早年寄居北平，在1922年发表了都市小说《人力车夫》。在他的都市小说之中，蹇先艾刻画了都市人物群像，透过形形色色的人物展现故都在现代化转型时期的各种生活场景与人物精神实质，以及中下层人物在时代悲剧下的生存困境。在小说中，蹇先艾时常讽刺腐败官僚、腐朽学者、不知上进的大学生，同时他对于人物描写善用白描，对于心理描写运用西方现代主义意识流手法。

### 散文
蹇先艾散文创作最早开始于一九二二年，几乎与小说创作同步。在中华人民共和国成立之前，他的散文创作可以分为三个阶段，一是1922年至1927年间的初创时期，二是1928年到抗战爆发后返乡前的丰收时期，三是他返回贵州之后则从记叙、抒情走向议论的杂文创作时期。这三个时期的散文主要收录在《城下集》、《离散集》和《乡谈集》，前两集以记叙抒情为主，后者以论述为主。
在初创阶段，蹇先艾因初入文坛，造诣尚浅，记叙、抒情和议论较为直白，艺术韵味不足，思想境缺乏厚度和深度。在成熟时期，受中国散文理论的发展，同时蹇先艾自身游历经验的增加，他的散文数量增多，艺术上趋于成熟。在第三阶段，他的散文多是反映日寇侵略，底层人民的苦难生活，以及针贬时弊、呼吁救亡。总的来说，蹇先艾的散文在艺术风格上，显得朴实自然，结构并不离奇。在感情上，多是真诚挚厚。在语言上，语言纯朴素雅。

### 诗歌
蹇先艾的诗歌创作始于1923年，后持续到1930年。受闻一多、徐志摩等的影响，蹇先艾有自己的创作标准，追求想象、情感与韵律和谐。闻一多、徐志摩都曾对其新诗给予肯定，刘梦苇、朱大枬也称赞过他的作品。朱自清将蹇先艾的两首新诗《春晓》和《雨晨游龙潭》选编入《中国新文学大系·诗集》。蹇先艾的诗意境清幽，意象稀疏，喜尚白描，内容又多寄情山水。他的诗歌缺点主要体现在，当时蹇先艾仅是一个青年学生，人生阅历有限，在思想认识、创作技法上，都还不够成熟，这些导致了诗歌境界不高，思想贫乏，流连于谈情说爱。

## 家庭
蹇先艾出生于官僚士绅家庭，祖父蹇訚原在四川做道员，因查办“遵义教案”有功，被加封“布政使”衔。父亲蹇念恒，字仲常，于光绪十六年（1890年）中举，后出任四川越隽、涪陵、松潘等地知县。:1-2
蹇先艾共有两任妻子，第一任妻子杜玉娟，1905年出生于遵义的一个地主家庭，是蹇先艾的青梅竹马，1928年蹇先艾从京返黔与其结婚，直至1960年7月杜玉娟因脑溢血逝世。第二任妻子王腾芳，遵义人，1962与其结婚，因王腾芳罹患神经官能症，同时婚后王腾芳时常夸耀自己是“老红军”以及前夫谌志笃和周恩来的关系，并且想要通过蹇先艾关系获得贵州省政协委员身份，两人不和，于1988年离婚。
蹇先艾与杜玉娟婚后育有两儿两女，大儿子蹇人弘、大女儿蹇蕴华、二女儿蹇兴华、二儿子蹇人毅。